# مروان قصاب باشي
مروان قصاب باشي (بالألمانية: Marwan Kassab-Bachi)‏ (و. دمشق 1353هـ 31 يناير 1934م/ ت. برلين 1438هـ 24 أكتوبر 2016م،) هو رسام ونحات سوري، وأحد أبرز الفنانين التشكيليين العرب في العصر الحديث، ومن بين الفنانين الأكثر حضورًا في المعارض الدولية. تميزت رسوماته بحصرها صورة «الوجه الإنساني» المعذب للتعبير عن الحالات الوجودية العميقة التي تعكس رؤيته الحسية للعالم، وهو ما اتخذه طابعا أساسيا لسائر أعماله. امتدت رحلته مع الإبداع التشكيلي عقودا من الزمن، وتوجت باعتراف عالمي واسع، واقتنيت أعماله من قبل أهم المتاحف في العالم. كان عضواً في المجمع الفني البرليني الألماني، وهو أستاذ دائم ومتفرغ للرسم في المعهد العالي للفنون الجميلة في العاصمة الألمانية منذ عام 77م وحتى وفاته. بقي مروان وهذا اسمه الفني المختصر، يرسم حتى آخر أيام حياته، وودع الحياة بعيداً عن دمشق التي كان قد غادرها قبل ستة عقود من رحيله.
هاجر مبكرا إلى أوروبا ودرس الفن التشكيلي في معقل التعبيرية الألمانية (برلين) التي أقام بها طوال حياته، وكان قد أمضى فيها ما يقارب الخمسين عاماً قبل أن يعود إلى بلده سورية العام 2005 ليشارك حينها بتظاهرة فنية كبيرة أقامتها المفوضية الأوروبية برعاية من وزارة الثقافة السورية. وضع الأديب السعودي الراحل عبد الرحمن المنيف كتاباً ضخماً حول تجربته، ونشر لأول مرة عام 1996 بعنوان «مروان قصاب باشي، رحلة الفن والحياة» وعمل معه في عدة مشاريع كان أبرزها كتاب «أدب الصداقة» الذي صدر بالعام 2012 وضم ثلاثين رسالة متبادلة بين الصديقين «فنان تشكيلي يبحث عن طرق تعبير بالكلمات،» و «أديب مهووس بالفن يجرب في طاقة الكلمات على تعبير عن الخط واللون» كما وصفهما الدكتور فواز الطرابلسي مؤلف مقدمة الكتاب. كان التشكيلي الراحل من الفنانين القلائل الذين انتسبوا فكرياً وعاطفياً إلى عالم الشعراء والأدباء، ولعلّ كتابات هؤلاء هي التي أعطت نفساً جديداً وروحاً نابضة ورؤى متنوعة لوجوه مروان التعبة. ينتمي مروان لنوع نادر من الفنانين الذين يؤمنون بأن الفن ليس مجرد جمال سابح في الفراغ، بل هو فعل أخلاقي يربط المتعة والفرح بالحقيقة، بحسب تعبير منيف.

## مسيرته

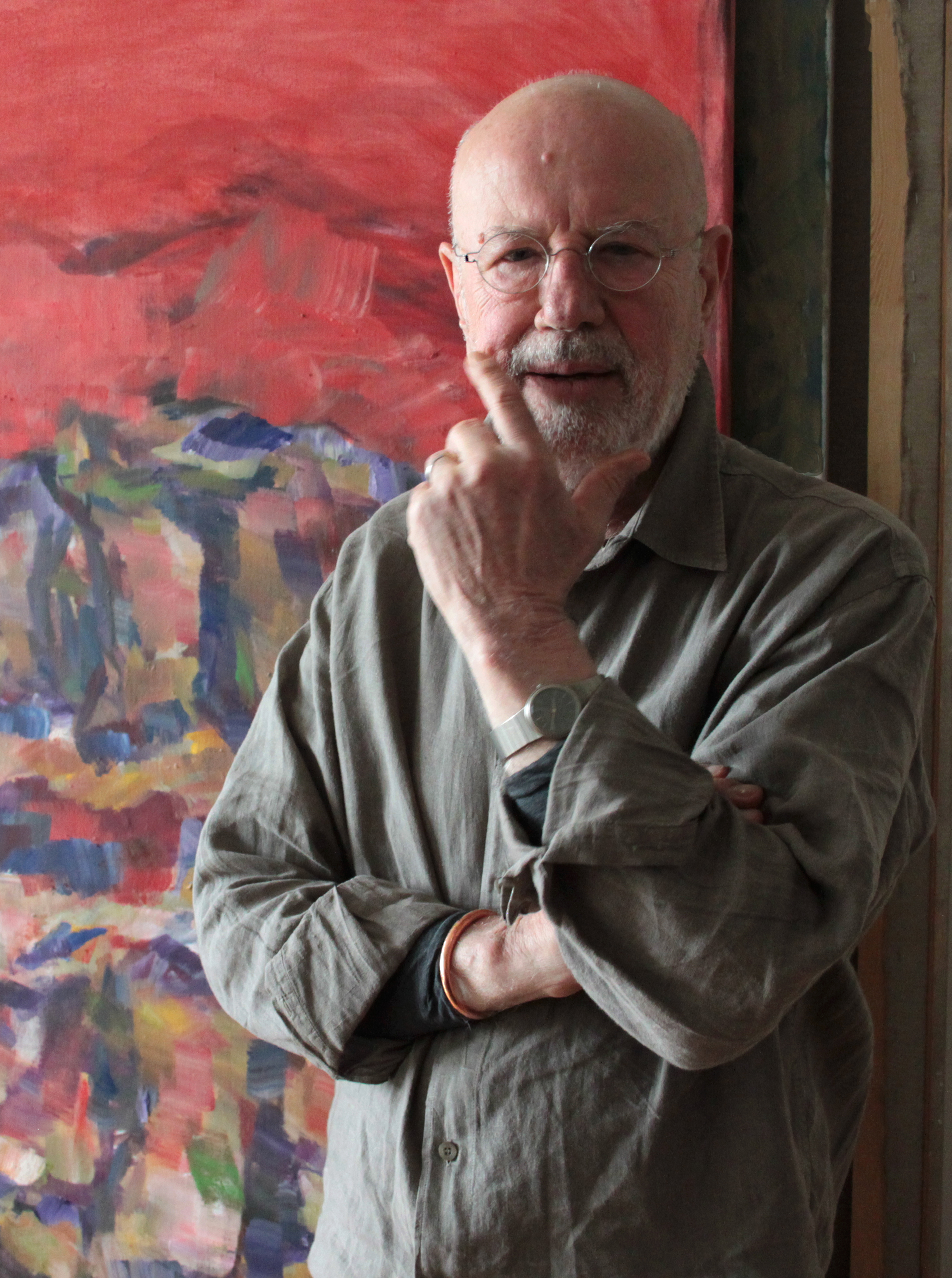
مروان خلال أحد معارضه الفنية عام 2012

### مولده
ولد مروان قصاب باشي في دمشق أواخر كانون (يناير) لعام 1934م لأسرة عربية بورجوازية في بيت دمشقي تقليدي غني بالزخارف، وهو ساهم في تنمية حساسيته تجاه الألوان، وتجلي دمشق القديمة في أعماله عبر اللوحات العديدة التي أنجزها والمعارض الفنية التي أقامها في شتى بلدان العالم.

### محطات هامة
1955; انتسب إلى كلية الآداب / جامعة دمشق.
1957; هاجر إلى ألمانيا ودرس التصوير في المعهد العالي للفنون الجميلة في برلين علي يد الأستاذ هانز ترير
1963; تخرج من المعهد العالي للفنون الجميلة في برلين «قسم التصوير»
1977; أصبح أستاذ في المعهد العالي للفنون الجميلة، برلين.
1980; أستاذ ذو كرسي في قسم التصوير، المعهد العالي للفنون الجميلة، برلين.
1993; اختير عضواً في المجمع الفني البرليني الألماني
1996; صدور كتاب بعنوان «مروان قصاب باشي.. رحلة الفن والحياة» من تأليف عبد الرحمن منيف
2005; أول زيارة بعد الاغتراب بشكل متواصل لمدة تناهز نصف قرن، وكان ليشارك حينها بتظاهرة فنية كبيرة أقامتها المفوضية الأوروبية والمركز الثقافي الألماني «غوته» و«غاليري أتاسي» برعاية من وزارة الثقافة السورية.
2009; بمناسبة الذكرى الخامسة لرحيل الأديب الروائي عبد الرحمن منيف، أقامت صالة تجليات بدمشق معرضاً له وبحضوره للرسوم التي جاءت كأغلفة لروايات عبد الرحمن منيف، إضافة لعدد آخر من الأعمال.
2012; صدور كتاب «أدب الصداقة» يضم ثلاثون رسالة متبادلة مع الدكتور منيف.

### وفاته
غيّب الموت مروان قصاب باشي حيث كان يقيم في العاصمة الألمانية (برلين) يوم الأحد المؤرخ في الثالث والعشرين من تشرين (أكتوبر) لعام 2016 عن عمر يناهز الثانية والثمانين عاماً، وجرى دفن جثمانه هناك.

## أعماله
أعماله مقتناة من قبل وزارة الثقافة السورية، المتحف الوطني بدمشق، متحف دمّر، المتحف الوطني ببرلين، صالة برلين، قاعة المعارض بريمن، مجموعة الغرافيك كوبورغ، مجموعة اللوحات لمنطقة بافاريا، ميونيخ، متحف هانوفر، ا لمجموعة الوطنية لأعمال الغرافيك، ميونيخ، متحف مدينة فرلفسبرغ، معهد بيتسبورغ، المكتبة الوطنية بباريس، متحف سياتيا بباريس، قاعة المعارض في مانهايم، المجموعة الفنية لجمهورية ألمانيا، بون، متحف معهد العالم العربي، باريس، متحف تاريخ الفن والثقافة في منطقة الهانزا، لوبيك.

### المعارض
أقام العديد من المعارض الفردية (الخاصة) منها:
1967 / صالة Springer ببرلين.
1969 / صالة الدكتور آمون الخاصة، برلين.
1970 / المركز الثقافي العربي، دمشق.
1971 / صالة Medici ميونيخ.
1972 / صالة Lietzow برلين..
1972 / صالة Negendank الخاصة، ترير.
1973 / صالة Art 4"73 بازل.
1974 / صالة Dr. Kauten الخاصة هانوفر.
1975 / صالة Buchholz برلين.
1976 / اتحاد برلين الفني الجديد.
1976 / معرض شامل في قصر Charlottenbourg ، برلين.
1977 / صالة Kunstforum روتفايل.
1978 / صالة Lietzow ، برلين.
1980 / متحف الفن الحديث، بغداد.
1982 / بينالي البندقية.
1983 / شركة Overbeck ، لوبيك.
1984 / صالة المعارض، دارمشتات.
1985 / صالة Ketterer ، ميونيخ.
1986 / ستوديو r، مانهايم.
1987 / صالة Springer، برلين.
1989 / صالة Springer، برلين.
1990 / بينالي البندقية.
1991 / صالة La teinturerie ، باريس.
1992 / صالة Heynig - dube، ميونيخ.
1993 / المكتبة الوطنية، باريس.
1993 / معهد العالم العربي بباريس.
1994 / صالة أتاسي، دمشق.

### الجوائز
1955; الجائزة الأولى في النحت في معرض الربيع - دمشق.
1966; جائزة كارل هوفر - برلين.
1973; جائزة مدينة الفنون - باريس.